# 브라반트 여공작 엘리자베트
브라반트 여공작 엘리자베트(프랑스어: Prinses Elisabeth, Hertogin van Brabant, 2001년 10월 25일 ~ )는 벨기에의 국왕인 필리프와 그의 아내 마틸드 왕비와의 사이에서 태어난 장녀이다. 엘리자베트 공주는 현재 벨기에의 왕위 계승 순위 1위이며, 브라반트 여공작(벨기에 왕위 상속자의 칭호)이다. 엘리자베트 공주가 왕위를 계승하게 되면 엘리자베트 공주는 벨기에 최초의 여왕이 된다.